# جول ايميه باتاندييه
جول ايميه باتاندييه (1848-1922) (بالفرنسية: Jules Aimé Battandier)‏ عالم نبات ومستكشف فرنسي، ولد في 28 كانون الثاني 1848 في أنونيه (بالفرنسية: Annonay)‏ في فرنسا وتوفي في 18 أيلول 1922 في مدينة الجزائر. قام بحمع عينات نباتية من أنحاء المغرب العربي. بدءا من عام 1879، عمل كأستاذ في كلية الطب والصيدلة في جامعة الجزائر.

## مؤلفاته
- أطلس نباتات الجزائر (بالفرنسية: Atlas de la flore d'Algerie)‏ في خمسة كتيبات نشرت بين عامي 1886 و1920.
- الجزائر: النباتات الطبية، روح ورحيق (بالفرنسية: Algérie: Plantes médicinales, essences et parfums)‏
- الجزائر. الأرض والسكان. النباتات والحيوانات والجيولوجيا والأنتروبولوجيا والموارد الزراعية والاقتصادية (بالفرنسية: L'Algérie. Le sol et les habitants. Flore, faune, géologie, anthropologie, ressources agricoles et économiques)‏

سميت النباتات التالية تكريما له:
- (باللاتينية: Cytisus battandieri)